# Климовка (городской округ Клин)
Климовка — деревня в Клинском районе Московской области, в составе Нудольского сельского поселения. Население — 15 чел. (2010). До 2006 года Климовка входила в состав Нудольского сельского округа.
Деревня расположена на юго-западе района, на границе с Истринским, примерно в 33 км к юго-западу от райцентра Клин, на правом берегу реки Болденка (правый приток Нудоли), высота центра над уровнем моря 208 м. Ближайшие населённые пункты — Нудоль на северо-востоке и Денежкино Истринского района в 0,5 км, на противоположном берегу реки.

## Население
| 2002 | 2006 | 2010 |
| ---- | ---- | ---- |
| 3    | ↘2   | ↗15  |